# 농약 중독
농약 중독(Pesticide toxicty)은 인간 또는 동물, 식물이 농약에 중독되는 것을 말한다. 이는 해충을 방제하기 위한 화학 물질인 살충제가 인간, 야생 동물, 식물 또는 벌과 같은 비표적 유기체에 영향을 미칠 때 발생한다. 농약 중독에는 세 가지 유형이 있다. 세 가지 중 첫 번째는 자살로 사망한 개인과 살충제 제조자가 경험할 수 있는 단기간 및 매우 높은 수준의 노출이다. 두 번째 유형의 중독은 장기적으로 높은 수준에 노출되는 것인데, 이는 농약 제조자 및 제조업체에서 발생할 수 있다. 세 번째 유형의 중독은 장기적인 저농도 노출로, 개인은 식품의 농약 잔류물뿐만 아니라 공기, 물, 토양, 침전물, 식품 재료, 식물 및 식물의 농약 잔류물과의 접촉 등에 노출된다.
스리랑카와 같은 개발도상국에서는 단기간에 매우 높은 수준으로 노출되어 발생하는 농약 중독(급성 중독)이 가장 우려되는 중독 유형이다. 그러나 캐나다와 같은 선진국에서는 완전히 반대이다. 급성 농약 중독이 통제되므로 장기적으로 낮은 수준의 농약 노출이 주요 문제가 된다.

## 치명적인 농약
가장 치명적인 것으로 그라목손 혹은 파라코를 꼽는다. 한 방울만 마셔도 사망하는 무서운 제초제이다.
가장 흔한 것은 유기인제이다. 기타 카바마이트 계 등 수많은 농약이 있다. 제초제, 살충제 등 용도에 따라 나누기도 하며 성분에 따라 분류하기도 한다.

## 부적합한 사용
농약에는 일반적으로 구토 유발제와 악취 유발제를 같이 넣는다. 농약을 어린아이가 우발적으로 마시거나, 모르고 마시거나 혹은 자살 목적으로 사용함을 막기 위해서이다.

## 치료
각각의 증상에 따라 치료한다. 대개 환자의 치료는 중독된 양에 따라 달라진다.